# Edgar Cantero
Edgar Cantero (Barcelona, 1981) es un historietista y novelista español en lenguas catalana, castellana e inglesa.
Licenciado en Humanidades por la Universidad Pompeu Fabra, trabaja como guionista y dibujante de cómic en la revista El Jueves. Con su primera novela, Dormir amb Winona Ryder, ganó el Premio Joan Crexells de narrativa. En 2014 debutó en Estados Unidos y Reino Unido con su primer libro original en lengua inglesa, The Supernatural Enhancements.

## Obras

### Novela
- Dormir amb Winona Ryder (catalán; 2007)
- Vallvi (catalán; 2011)
- The Supernatural Enhancements (inglés; 2014)
- El factor sobrenatural (traducción de The Supernatural Enhancements)(castellano; 2015)
- Meddling Kids (inglés; 2017)
- This Body’s Not Big Enough for Both of Us (inglés; 2018)
- Radio Free Camaco (catalán; 2024)

### Novela corta
- Baileys n'coke (catalán; 2008)
- Dies delenda (catalán; 2008)

### Cuento
- "El nexe entre el sexe i el plexe venós dorsal" (catalán; 2005)
- "L'urinari d'Hesíode" (catalán; 2005, publicado en la antología Veus, 2010)[1]
- "20/XX" (catalán; 2006)
- "Tres nadons" (catalán; 2007, publicado en la colección Tres relats, 2009)
- "Un cadàver bonic" (catalán; en la antología Els caus secrets, 2013)[2]
- "There's a Giant Trapdoor Spider Under Your Bed" (inglés; 2018)
- Goin' down (inglés; 2022)

## Premios
- 2005 Premio Mossèn Romà Comamala de Vilabella
- 2005 Premio Antoni de Bofarull de narrativa de Reus
- 2006 Premio GAT literari de Torelló
- 2006 Premio Ciutat d'Alcarràs
- 2007 Premi Ciutat de Badalona - Països Catalans Solstici d'Estiu
- 2007 Premio Valldaura - Memorial Pere Calders de Sardañola del Vallés
- 2007 Premio Caterina Albert de Sardañola del Vallés
- 2007 Premio Joan Crexells
- 2008 Premio Josep Saperas i Martí de narrativa de Granollers.